# Дејвисов мореуз
Дејвисов пролаз (енгл. Davis Strait, фр. Détroit de Davis) је морска површина између Гренланда и Бафиновог острва. Дубина воде износи 1-2 km. Пролаз је добио име по енглеском истраживачу Џону Дејвису (John Davis, 1550-1605) који је истраживао то подручје у потрази за Сјеверозападним пролазом (енгл. Northwest Passage). Пролаз је познат по својим високим плимама, које достижу висину од 10-20 метара.

## Опсег
Међународна хидрографска организација дефинише границе Дејвисовог мореуза на следећи начин:

На северу. Јужна граница Бафиновог залива [паралела од 70° северно између Гренланда и Бафинове земље].
На Истоку. Југозападна обала Гренланда.
На југу. Паралела од 60° северно између Гренланда и Лабрадора.
На Западу. Источна граница Северозападних пролаза јужно од 70° северно [источна обала Бафиновог острва до Источног Блафа, његов југоисточни крај] и Хадсоновог мореуза [линија од Источног Блафа, југоисточни крај Бафиновог острва (61° 53′ N 65° 57′ W / 61.883° С; 65.950° З), до Појнт Меридијана, западног екстрема острва Нижи Савиџ, дуж обале до његовог југозападног екстрема, а затим линије преко до западног екстрема Резолуционог острва, преко његове југозападне обале до Хатон Хидланда, његове јужне тачке, затим линија до рта Чидли, Лабрадор (60° 24′ N 64° 26′ W / 60.400° С; 64.433° З)].

## Геологија
Под Дејвисовим мореузом налазе се сложене геолошке карактеристике закопаних грабена (сливова) и гребена, формираних раседom Унгава током палеогена пре od око 45 милиона до 62 милиона година. Проклизавање је пренело тектонско кретање плоча у Лабрадорском мору у Бафинов залив. То је најшири мореуз на свету.

## Дубина
Са дубином воде од једне до две хиљаде метара, мореуз је знатно плићи од Лабрадорског мора на југу.

## Плима и осека
Теснац је познат по својим моћним плимама које се крећу од 30 до 60 стопа (9,1 до 18,3 m), што је обесхрабрило многе раније истраживаче.

## Нафта и гас
Амерички геолошки институт је проценио да се најмање 13% светских неоткривених налазишта нафте и 30% светских неоткривених гасних џепова налази на Арктику, са морима око Гренланда која потенцијално садрже велике количине природног гаса и мање количине сирове нафте и течног природног гаса. Ово је навело Гренландског министра и покрајинско веће да понуде велики број приобалских концесија за потенцијално вађење угљоводоника (нафта и гас). Највеће концесионе површине налазе се у западним морима Гренланда, првенствено у Дејвисовом мореузу и Бафиновом заливу, као и неколико мањих концесија у Гренландском мору на истоку.